# Kanton Marseille-Le Camas
Kanton Marseille-Le Camas (fr. Canton de Marseille-Le Camas) je francouzský kanton v departementu Bouches-du-Rhône v regionu Provence-Alpes-Côte d'Azur. Tvoří ho část města Marseille a zahrnuje část 5. městského obvodu.

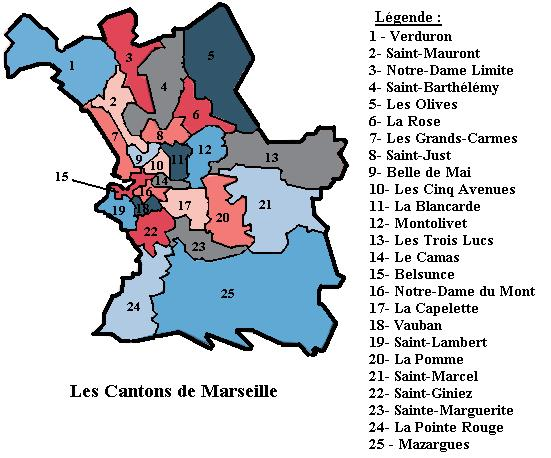
Kantony města Marseille